# West End-Cobb Town
West End-Cobb Town es un lugar designado por el censo ubicado en el condado de Lauderdale en el estado estadounidense de Alabama. En el año 2000 tenía una población de 3924 habitantes y una densidad poblacional de 366,73 personas por km².

## Demografía
En el 2000 la renta per cápita promedia del hogar era de $22,418, y el ingreso promedio para una familia era de $28,544. El ingreso per cápita para la localidad era de $13,067. Los hombres tenían un ingreso per cápita de $25,955 contra $18,608 para las mujeres.

## Geografía
West End-Cobb Town se encuentra ubicado en las coordenadas 33°39′3″N 85°52′10″O / 33.65083, -85.86944. Según la Oficina del Censo, la localidad tiene un área total de 10,7 km² (4,1 mi²), de la cual 10,7 km² (4,1 mi²) es tierra y 0 km² (0 mi²) (0.0%) es agua.